# 2014 GT53
2014 GT53 ist ein großes transneptunisches Objekt im Kuipergürtel, das bahndynamisch als Cubewano (CKBO) eingestuft wird. Aufgrund seiner Größe gehört der Asteroid möglicherweise zu den Zwergplanetenkandidaten.

## Entdeckung
2014 GT53 wurde am 5. April 2014 von einem Astronomenteam, bestehend aus B. Gibson, T. Goggia, N. Primak, A. Schultz und M. Willman, im Rahmen des Pan-STARRS-Projekts mit dem 1,8-m-Ritchey-Chretien-Teleskop (PS1) am Haleakalā-Observatoriums (Maui) entdeckt. Die Entdeckung wurde am 16. Juli 2016 bekanntgegeben.
Nach seiner Entdeckung ließ sich 2014 GT53 auf Fotos, die am Cerro Tololo-Observatorium (Chile) gemacht wurden,  bis zum 14. Januar 2002 zurückgehend identifizieren und so seinen Beobachtungszeitraum um zwölf Jahre verlängern, um so seine Umlaufbahn genauer zu berechnen. Seither wurde der Planetoid durch das Pan-STARRS- und das Cerro Tololo-Teleskop beobachtet. Im September 2018 lagen insgesamt 174 Beobachtungen über einen Zeitraum von 16 Jahren vor. Die bisher letzte Beobachtung wurde im Mai 2018 am Pan-STARRS-Teleskop (PS1) durchgeführt. (Stand 22. März 2019)

## Eigenschaften

### Umlaufbahn
2014 GT53 umkreist die Sonne in 317,91 Jahren auf einer leicht elliptischen Umlaufbahn zwischen 41,78 AE und 51,38 AE Abstand zu deren Zentrum. Die Bahnexzentrizität beträgt 0,103, die Bahn ist 12,12° gegenüber der Ekliptik geneigt. Derzeit ist der Planetoid 45,57 AE von der Sonne entfernt. Das Perihel durchläuft er das nächste Mal 2082, der letzte Periheldurchlauf dürfte also im Jahre 1764 erfolgt sein.
Marc Buie (DES) klassifiziert den Planetoiden als Cubewano, wobei er zu den bahndynamisch «heißen» klassischen KBO gehört, während vom Minor Planet Center keine spezifische Einstufung existiert; letzteres ordnet ihn als Nicht-SDO und allgemein als „Distant Object“ ein.

### Größe
Derzeit wird von einem Durchmesser von 343 km ausgegangen, basierend auf einem Rückstrahlvermögen von 8 % und einer absoluten Helligkeit von 5,7 m. Ausgehend von diesem Durchmesser ergibt sich eine Gesamtoberfläche von etwa 370.000 km2. Die scheinbare Helligkeit von 2014 GT53 beträgt 22,34 m.
Da es denkbar ist, dass sich 2014 GT53 aufgrund seiner Größe im hydrostatischen Gleichgewicht befindet und somit weitgehend rund sein könnte, erfüllt er möglicherweise die Kriterien für eine Einstufung als Zwergplanet. Mike Brown geht davon aus, dass es sich bei 2014 GT53 um vielleicht einen Zwergplaneten handelt.
| Jahr                                         | Abmessungen km | Quelle   |
| -------------------------------------------- | -------------- | -------- |
| 2018                                         | 368,0          | Johnston |
| 2018                                         | 343,0          | Brown    |
| Die präziseste Bestimmung ist fett markiert. |                |          |